# Romaric Lignanzi
Romaric Teddy Athanase Lignanzi (ur. 9 września 1988 w Bangi) – środkowoafrykański piłkarz występujący na pozycji pomocnika.

## Kariera klubowa
Lignanzi seniorską karierę rozpoczął w 2008 roku w kameruńskim zespole Cotonsport Garua. W 2009 roku odszedł do ASDR Fatima, a następnie do gabońskiego US Bitam. W 2010 roku zdobył z nim mistrzostwo Gabonu. Graczem Bitam był przez 2 lata. W 2011 roku podpisał kontrakt z marokańską drużyną Hassania Agadir. Następnie grał w Sapins FC, AC Léopards, Cercle Mbéri Sportif, Nguen’asuku FC, Missile FC i FC 105 Libreville.

## Kariera reprezentacyjna
W reprezentacji Republiki Środkowoafrykańskiej Lignanzi zadebiutował 6 marca 2007 roku w przegranym 2:3 meczu CEMAC Cup 2007 z Czadem. Od 2007 do 2013 rozegrał w kadrze narodowej 21 meczów.